# 謝爾赫塔巴德
谢尔赫塔巴德是土庫曼斯坦東南部馬雷州的城市，毗鄰與阿富汗接壤的邊境，始建於1890年，海拔高度640米，每年平均降雨量333毫米，2009年人口14940人。

## 地理
境内有穆尔加布河支流库什卡河流经。曾是苏联最南端的城市。与阿富汗的托尔洪迪接壤，托尔洪迪与谢尔赫塔巴特是阿富汗与土库曼斯坦的交通、贸易枢纽。

## 城市名称
1885年俄罗斯军队占领潘杰德（Panjdeh）绿洲后，在今天的旧城遗址上建造了一座堡垒，在原阿富汗的库什村基础上，将其命名为庫什卡（羅馬化：Kushka），其对应的土库曼语形式Guşgy来自波斯语‎（Kushk），意为“堡垒”。
1999年12月29日，土库曼斯坦议会根据HM-67号决议更名为谢尔赫塔巴德。取自波斯语‎（sarhatt-ābād），意为“边境之城”，来自‎（sar-hatt）“边境”加上‎（ābād）“城市”。因为该市坐落在与阿富汗的边境上。

## 交通
有中亚铁路支线，在苏联时期延伸至阿富汗，目前是土库曼斯坦-阿富汗的跨境铁路“谢尔赫塔巴德—托尔洪迪（图尔衮季）”段，正在扩建中。
亚洲公路77号线经过该市。